# کازوئو آئویاما
کازوئو آئویاما (انگلیسی: Kazuo Aoyama; ۲۸ دسامبر ۱۹۰۷ – ۲۵ آوریل ۱۹۹۷) یک ژاپنی کمونیسم، کارشناس سیاسی بود. او به جمهوری چین (۱۹۴۹–۱۹۱۲) در طول جنگ دوم چین و ژاپن پیوست. آئویاما با وجود صراحت اعتراف به کمونیست بودن، با کومینتانگ (ارتش ژاپن) رابطه خوبی داشت. در حالی که آئویاما در چونگ‌کینگ بود، وی یک کارخانه چاپ را با موفقیت به اداره اطلاعات جنگ ایالات متحده (OWI) فروخت. آئویاما جایگزین واتارو کاجی به عنوان مشاور روانشناسی شد.